# Отношения Анголы и Республики Конго
Отношения Анголы и Республики Конго — двусторонние дипломатические отношения между Анголой и Республикой Конго. Протяжённость государственной границы между странами составляет 231 км.

## История
Ангольские солдаты незаконно пересекли границу и вошли на территорию Республики Конго 14 октября 2013 года, заняв часть района Кимонго в департаменте Ниари. Данные события серьёзно обострили отношения между странами. Ангольские власти заявили, что они преследовали сепаратистов из Фронта за освобождение анклава Кабинда. По сообщениям СМИ ангольцы взяли в заложники ряд конголезских военных и гражданских лиц (от 40 до 55). Министерство иностранных дел Анголы, а также посол страны в Республике Конго изначально отрицали вторжение войск и похищение людей. После интенсивных переговоров между правительствами двух стран заложники были освобождены 20 октября 2013 года, а ангольские войска оставили занятую территорию.

## Торговля
В 2019 году Ангола экспортировала товаров в Республику Конго на сумму 132 миллиона долларов США. Экспорт Анголы в Республику Конго: пассажирские и грузовые суда (120 млн долларов США), суда специального назначения (7,9 млн долларов США) и жидкостные насосы (853 тыс. долларов США). За последние 24 года экспорт Анголы в Республику Конго увеличивался в годовом исчислении на 17,4 %: с 2,8 миллиона долларов США в 1995 году до 132 миллионов долларов США в 2019 году. В 2019 году Республика Конго экспортировала в Анголу товаров общей стоимостью 70,6 миллиона долларов США. Экспорт Республики Конго в Анголу: суда специального назначения (32,4 миллиона долларов США), пассажирские и грузовые суда (18,3 миллиона долларов США) и техника, выполняющая индивидуальные функции (3,65 миллиона долларов США). За последние 24 года экспорт Республики Конго в Анголу увеличился в годовом исчислении на 10,5 %: с 6,49 млн долларов США в 1995 году до 70,6 млн долларов США в 2019 году.

## Дипломатические представительства
- Ангола имеет посольство в Браззавиле[4].
- У Республики Конго имеется посольство в Луанде[5].